# Comune di Sicilia
La Comune di Sicilia (nota anche come banana locale) è una cultivar di banana coltivata in Sicilia.

## Storia
Probabilmente la sua introduzione sull'isola è da porre tra il XV e il XVI secolo.

## Descrizione
La specie non si differenzia sensibilmente dall'Orinoco se non per le minori dimensioni dei frutti, e viene coltivata sul suolo siciliano assieme a quest'ultima. Gli pseudofusti della "Comune di Sicilia" sono sottili (10-15 centimetri) alti dai 3,5 ai 5 metri con foglie che tendono a sfrangiarsi molto sotto l'azione del vento. Durante l'inverno le foglie divengono clorotiche a causa delle basse temperature. La produzione di polloni è scarsa.
I caschi sono piccoli e irregolari; il rachide floreale è allungato (da mezzo metro ad un metro). Le mani sono irregolari e portano da 5 a 7 frutti (generalmente 6) l'una, per un totale di 15-25 frutti sui caschi più poveri, con una media di 30-40 frutti per casco. I frutti pesano in media 40-60 grammi.
A maturazione le banane presentano un colore giallo carico o giallo ocra fino al giallo rossastro. La polpa del frutto è croccante, compatta, acidula, poco aromatica. I frutti presentano una forma corta e stondata, con costolature smussate.

## Usi
Sebbene sia stata presa in considerazione l'ipotesi di avviare una coltivazione commerciale di banane in Sicilia questa ipotesi è stata scartata a causa della concorrenza insostenibile con le banane d'importazione e per via della bassissima produttività della banana siciliana. La coltivazione è dunque limitata all'autoconsumo o al piccolissimo dettaglio su base strettamente locale rendendo il frutto una curiosità. Anche a causa di ciò c'è pochissima letteratura su questa banana.